# Imperio Club de Fútbol
El Imperio Club de Fútbol fue un club de fútbol de España con sede en Madrid en la provincia homónima.

## Historia
El Imperio Club de Fútbol fue fundado en 1923 bajo el nombre de Imperio Foot-ball Club, pero en enero de 1941 y debido a las leyes de castellanización sufridas en todos los ámbitos del territorio, el equipo tuvo que españolizar su nombre, pasando a denominarse Imperio Club de Fútbol.
Debutó en Segunda División en la temporada 1939/40, pero descendió por la reestructuración de Segunda División. Durante la temporada 1941/42 fue filial del Club Atlético de Madrid. En la temporada 1943/44 ascendió a Tercera División y permaneció en la categoría cuatro temporadas.
En el año 1947 desapareció tras descender de Tercera División.

## Datos del club
El máximo logro del equipo fue competir en la Segunda División de España una temporada, antes de ser descendido administrativamente a la Primera Regional Castellana, cuarta categoría tras la restauración de la Tercera División. En ella compitió tres temporadas, hasta que pudo disputar el ascenso y finalmente competir cuatro temporadas en Tercera antes de su desaparición tras volver a descender a regional. En su única temporada en la segunda categoría finalizó en cuarto puesto, el que fue su mejor desempeño en su corta historia. En su primera temporada en Tercera División participó por primera vez en el Campeonato de España de Copa, superando en las eliminatorias previas al Club Deportivo Toledo, Real Sociedad Deportiva Alcalá y Club Deportivo Acero para ser eliminado por el Albacete Balompié en quinta ronda.
| Temporada | División | Puesto | P.J. | G  | E | P  | G.F. | G.C. | Pts. | Copa del Rey | Nota(s)                         |
| --------- | -------- | ------ | ---- | -- | - | -- | ---- | ---- | ---- | ------------ | ------------------------------- |
| 1939-40   | 2.ª      | 4.º    | 14   | 6  | 2 | 6  | 32   | 33   | 14   | —            | Descenso administrativo         |
| 1940-41   | Reg.     | 5.º    | 16   | ?  | ? | ?  | ?    | ?    | 14   | —            | Resultados desconocidos         |
| 1941-42   | Reg.     | 1.º    | 10   | 10 | 0 | 0  | 56   | 9    | 20   | —            | Fase ascenso a Segunda División |
| 1942-43   | Reg.     | 2.º    | 10   | 5  | 3 | 2  | 23   | 7    | 13   | —            | Ascenso a Tercera División      |
| 1943-44   | 3.ª      | 5.º    | 18   | 8  | 2 | 8  | 33   | 32   | 18   | 5.ª ronda    |                                 |
| 1944-45   | 3.ª      | 9.º    | 18   | 4  | 3 | 11 | 33   | 63   | 11   | —            |                                 |
| 1945-46   | 3.ª      | 2.º    | 28   | 16 | 2 | 10 | 72   | 49   | 34   | —            | Promoción de ascenso            |
| 1946-47   | 3.ª      | 10.º   | 18   | 2  | 5 | 11 | 15   | 37   | 9    | —            | Descenso y desaparición         |

| Año     | 1.ª Categoría    | 2.ª Categoría    | 3.ª Categoría               | 4.ª Categoría               |
| ------- | ---------------- | ---------------- | --------------------------- | --------------------------- |
| 1939-40 | Primera División | Segunda División | Primera Regional Castellana |                             |
| 1940-41 | Primera División | Segunda División | Tercera División            | Primera Regional Castellana |
| 1941-42 | Primera División | Segunda División | Primera Regional Castellana |                             |
| 1942-43 | Primera División | Segunda División | Primera Regional Castellana |                             |
| 1943-44 | Primera División | Segunda División | Tercera División            | Primera Regional Castellana |
| 1944-45 | Primera División | Segunda División | Tercera División            | Primera Regional Castellana |
| 1945-46 | Primera División | Segunda División | Tercera División            | Primera Regional Castellana |
| 1946-47 | Primera División | Segunda División | Tercera División            | Primera Regional Castellana |

## Palmarés
- Campeonato de España de Aficionados (1): 1931-32.[5]

- Campeonato de Castilla de Aficionados (3): 1931-32, 1934-35, 1939-40.[6]